# Yukiko Inui
Yukiko Inui (japanisch 乾 友紀子, Inui Yukiko; * 4. Dezember 1990 in Ōmihachiman, Shiga-Präfektur) ist eine japanische Synchronschwimmerin, die an drei Olympischen Sommerspielen teilnahm und als erste Japanerin bei Schwimmweltmeisterschaften zwei Goldmedaillen gewann.

## Leben
Inui wurde in der Shiga-Präfektur in dem kleinen Ort Ōmihachiman geboren, wo sie auch zur Schule ging. Sie besuchte eine Privatschule, von der sie 2009 graduierte. Anschließend nahm sie an der privaten Ritsumeikan-Universität in Kusatsu das Studium der Betriebswirtschaftslehre auf.

## Karriere
Als Erstklässlerin trat Inui dem Shiga Synchro Club Schwimmverein bei. Als sie in die sechste Klasse ging, wechselte sie dann zum Imura Synchronized Swimming Club in Osaka, für den sie bis heute schwimmt.
Inui nahm 2012 zum ersten Mal an Olympischen Sommerspielen teil. In London erreichte sie im Duett Synchronschwimmen mit ihrer Partnerin Chisa Kobayashi und mit der japanischen Mannschaft im Team-Wettbewerb jeweils den fünften Platz. Vier Jahre später, bei den Sommerspielen in Rio, gewann sie im Duett mit Risako Mitsui und im Team-Wettbewerb jeweils die Bronzemedaille. Bei den Olympischen Sommerspielen in Tokio 2020, die wegen der COVID-19-Pandemie erst 2021 abgehalten wurden, verpasste sie eine Medaille und gelangte sowohl mit ihrer Duett-Partnerin Megumu Yoshida als auch als Mitglied des japanischen Synchronschwimmteams auf den vierten Platz.
Nach den Olympischen Sommerspielen von Tokio verlagerte Inui ihren Schwerpunkt beim Synchronschwimmen auf die Solo-Wettbewerbe.
Sie gewann im Sommer 2022 bei den Schwimmweltmeisterschaften in Budapest zwei Goldmedaillen im Solo und wurde so die erste Japanerin, die bei Schwimmweltmeisterschaften zwei Medaillen gewann. Im Einzelwettbewerb der Technischen Kür erhielt sie 92,8662 Punkte, in der Freien Kür 95,3667 Punkte. Inui wird von Masayo Imura trainiert.
Im Juli 2023 gewann Inui bei den Schwimmweltmeisterschaften in Fukuoka mit 276.5717 Punkten die Goldmedaille im Einzelwettbewerb der Technischen Kür und kurz darauf mit 254,6062 Punkten auch die Goldmedaille in der Freien Kür. Im Oktober 2023 kündigte sie das Ende ihrer Sportkarriere an.

## Auszeichnungen
Nach ihrem Erfolg bei den Olympischen Sommerspielen von Rio de Janeiro erhielt Inui 2016 die Ehrenbürgerschaft von Ōmihachiman, ihrem Heimatort. Im Sommer 2022 überreichte ihr der Bürgermeister von Ōmihachiman den Sports Excellent Award (スポーツ優秀選手賞) der Stadt für ihre sportlichen Leistungen.
Bei den Schwimmweltmeisterschaften in Fukuoka erhielt Inui die Auszeichnung 2022 Female Artistic Swimming Athlete of the year.